# Urineweginfectie

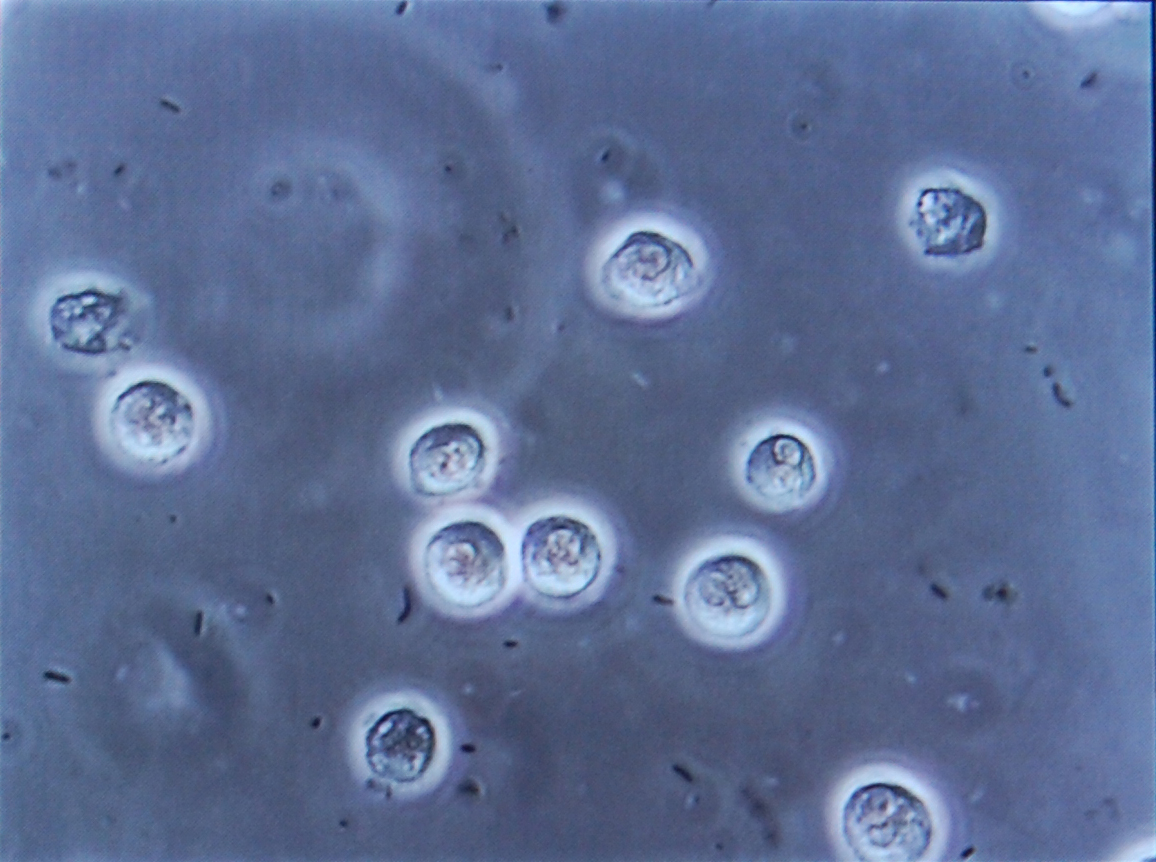
Urinesediment: staafvormige bacteriën tussen ronde ontstekingscellen

Een urineweginfectie of blaasontsteking is de verzamelnaam voor alle infecties die betrekking hebben op de urinewegen: nier, nierkelk, urineleider, blaas en urinebuis (urethritis). De belangrijkste veroorzaker van urineweginfecties en blaasontsteking is de darmbacterie Escherichia coli. Deze kan de urinebuis en blaas binnendringen.
In de urine in de blaas vermenigvuldigen zich bacteriën, die ook het slijmvlies van de blaas aanvallen. Van bacteriurie spreekt men wanneer significante hoeveelheden bacteriën in de urine worden aangetroffen.
Ongeveer de helft van de vrouwen maakt ten minste eenmaal in haar leven een blaasontsteking door. Circa 20% van de vrouwen heeft er ten minste eenmaal per jaar last van, vooral tijdens hun seksueel meest actieve periode (25-29 jaar), of na de menopauze (samenhangend met oestrogeentekorten). Maar ook mannen (1,5%) kunnen als gevolg van bijvoorbeeld prostaatproblemen last hebben van een blaasontsteking.

## Oorzaak
Omdat de toegang tot de urinewegen anatomisch gesloten is, is de inhoud ervan steriel. Diverse barrières beschermen tegen binnentreden van micro-organismen in de urinewegen; de urinestroom verwijdert eventuele aanwezigheid van bacteriën in de urethra. Ook is de binnenkant van de blaas beschermd tegen micro-organismen door afgifte van afweerstoffen door het slijmvlies. De overgang van de ureter (buis tussen nier en blaas) in de blaas is van een klepmechanisme voorzien, waardoor de urine niet kan terugkeren vanuit de blaas naar de nierkelk. Als dit mechanisme faalt spreekt men van vesico-ureterale reflux. Dit kan een nierbekkenontsteking (pyelonefritis) tot gevolg hebben.
Blaasontsteking komt bij vrouwen vaker voor dan bij mannen, omdat zij een kortere urinebuis hebben en vanwege de veel grotere kans op besmetting vanuit het eigen darmkanaal. Om deze reden is het voor vrouwen belangrijk om na de ontlasting de billen nooit van achter naar voren af te vegen. Hierdoor komen bacteriën naar voren waardoor ook een blaasontsteking kan ontstaan.
Infecties na katheterisatie komen vaak voor. Vaak zijn hierbij de hieronder genoemde bacteriële verwekkers betrokken. Een patiënt die langere tijd een verblijfskatheter heeft, heeft eigenlijk altijd bacteriurie en heeft daar meestal geen klachten van. Zo lang de katheter blijft zitten is behandeling zinloos.
Ook anatomische afwijkingen of de aanwezigheid van nierstenen in de ureter of blaas kunnen leiden tot infecties.
Slechtere hygiënische omstandigheden (zoals tijdens vakanties kunnen voorkomen) kunnen ook de kans op blaasontstekingen verhogen.
Interstitiële cystitis is een vrij frequent voorkomende en erg pijnlijke vorm van blaasontsteking waarvan de oorzaak niet bekend is. Ook bekend als pijnlijke blaassyndroom of blaaspijn syndroom.
Ook geslachtsgemeenschap kan een veelvoorkomende oorzaak zijn van een blaasontsteking.

### Veroorzakers
Bacteriële verwekkers: circa 90% van de urineweginfecties wordt veroorzaakt door de gramnegatieve bacterie Escherichia coli, een normale bewoner van de menselijke darm, maar die gemakkelijk vanuit het gebied rond de anus kan migreren naar de vagina en de urinewegen. Meestal betreft dit specifieke stammen van de bacterie, behorend tot de serotypen K, O of H. Andere gramnegatieve verwekkers zijn Proteus, Klebsiella en zeldzamer de Pseudomonas. Ook Chlamydia trachomatis en Neisseria gonorrhoeae kunnen urineweginfecties veroorzaken bij seksueel actieve mensen die zonder condoom vrijen met iemand die de bacterie draagt. Deze geven in het algemeen geen echte blaasontsteking maar alleen een infectie van de plasbuis (en bij vrouwen van het cervicale kanaal, het kanaaltje in de baarmoederhals).
Bij risicogroepen zal de medicus bedacht zijn op een SOA zoals chlamydiasis of gonorroe. De bacteriën kunnen alleen koloniseren wanneer ze niet worden weggespoeld met de urine. Daartoe bezitten de bacteriën haartjes (fimbrae) met daarop een bindingsstof (adhesine, een lectine) welke specifiek hecht aan mannose op het epitheel van de blaaswand en de urinewegen (bij de E. coli-bacterie is dat het FimH-adhesine). Wanneer de bacteriën erin slagen om te hechten, zullen ze proberen om de cel binnen te dringen, waar ze in relatieve rust kunnen leven en reproduceren, beschermd tegen veel van de immuunreacties van het lichaam, en vaak ook tegen antibiotica. In dergelijke gevallen komt de urineweginfectie na verloop van tijd dus weer terug (recidive).
Virale verwekkers: Ook een herpes simplexvirus kan aanleiding geven tot een urethritis (ontsteking van de plasbuis). Dit is een seksueel overdraagbare aandoening. Vaak gaat dit gepaard met ulceratie van het slijmvlies van de vulva en urethra (plasbuis).
De aanwezigheid van een blaassteen kan leiden tot irritaties aan de blaaswand en tot ontsteking leiden, terwijl de blaassteen zelf een bron van bacterievorming kan zijn, indien een bacterie zich daarin eenmaal genesteld heeft. De urine heeft daardoor de geur van waterstofsulfide (H2S) en laat een vertroebeling zien.
Langdurig, intermitterend kathetergebruik kan leiden tot beschadiging van de blaaswand, waardoor een geïrriteerde of ontstoken blaas kan ontstaan.

## Symptomen
Zelden verloopt een urineweginfectie zonder symptomen. Klachten van een urineweginfectie bestaan uit
- een branderig of pijnlijk gevoel bij plassen (dysurie)
- loze aandrang
- frequent plassen (pollakisurie)
- troebele en sterk ruikende urine, soms met sporen bloed.

Andere mogelijke symptomen zijn pijn in de onderbuik en rode afscheiding uit de urinebuis.

## Diagnose
De diagnose van urineweginfectie wordt gesteld op basis van zowel symptomen als op basis van analyse van de urine, bij voorkeur opgevangen halverwege de urinestroom (middenstroomportie) in een steriel opvangpotje en meteen afgesloten. Bij microscopische analyse van de urine kunnen hoge aantallen witte bloedcellen en bacteriën worden aangetroffen. Voor de detectie van bacteriën in de urine worden echter meestal teststrookjes gebruikt, waarbij de aanwezigheid van nitriet wordt bepaald. De meest betrouwbare resultaten worden verkregen wanneer analyse binnen het uur plaatsvindt, maar gekoelde opslag (5 graden Celsius) is mogelijk, mits dat niet langer dan 24 uur gebeurt.
Van bacteriurie spreekt men wanneer in een urinemonster meer dan 105 bacteriën per cc worden aangetroffen. Bij minder dan 103 per cc wordt de urine als normaal beschouwd. Een bacteriurie kan wijzen op een urineweginfectie, maar dat hoeft niet. Het heeft dan ook niet veel zin mensen met een bacteriurie actief op te sporen.

### Teststrookjes
Meestal wordt er een teststrookje in de urine gestoken, waarop men na een minuut de belangrijkste eigenschappen van de urine kan aflezen, door de kleuren te vergelijken met het voorbeeld op het doosje. Testen op de strook die van belang zijn bij een onderzoek naar een urineweginfectie zijn:
- Nitriet: veel bacteriën reduceren nitraat in de urine tot nitriet, waardoor dit als indicator kan worden gebruikt voor de aanwezigheid van bacteriën (bacteriurie). Nitriet wordt door vele, maar niet door alle bacteriën aangemaakt.
- Leukocyten: bloed, albumine wijzen op een ontsteking ergens in de urinewegen.
- Glucose: glucosurie (suiker in de urine), geeft een grotere kans op bacteriurie. Glucosurie kan een verschijnsel zijn van diabetes mellitus maar kan ook andere oorzaken hebben.
- Soortelijk gewicht: normale urine heeft een soortelijk gewicht (sg) van ongeveer 1010 g/L. Is het sg erg laag dan is de urine sterk verdund (zuiver water heeft 1000 g/L), is het sterk verhoogd dan is de urine sterk geconcentreerd en de patiënt mogelijk uitgedroogd.
- pH: een pH hoger dan 7,6 is sterk verdacht voor besmetting van de urine met een ammoniakvormende bacterie: Proteus mirabilis of sommige E. coli-stammen.

### Sediment
Door de urine een paar minuten af te draaien in een speciale centrifuge, zakken alle cellen naar de punt van het reageerbuisje. Dit kan onder de microscoop bekeken worden men kan dan de bacteriën en ontstekingscellen zien. Vroeger werd er wel een gramkleuring gedaan. Deze is min of meer vervangen door andere technieken.

### Kweek
Wanneer de urine in een medisch microbiologisch laboratorium op kweek gezet wordt, kunnen exacte aantallen en het type bacteriën worden bepaald, evenals voor welke antibiotica deze gevoelig is. De bacterie E-coli wordt verreweg het meest aangetroffen. Een dipslide is een plaatje waar op beide kanten een voedingsbodem voor bacteriën is aangebracht. Na 24 uur kan men al vaststellen of er bacteriën groeien en zo ja hoeveel.
| Bacteriologische bevindingen bij mensen met blaasontsteking | Bacteriologische bevindingen bij mensen met blaasontsteking |
| Bacteriesoort                                               | Percentage patiënten Bron:[1]                               |
| ----------------------------------------------------------- | ----------------------------------------------------------- |
| Escherichia coli                                            | 89,2%                                                       |
| Proteus mirabilis                                           | 3,2%                                                        |
| Klebsiella pneumoniae                                       | 2,4%                                                        |
| Enterococci                                                 | 2,0%                                                        |
| Staphylococcus saprophyticus                                | 1,6%                                                        |
| Klebsiella aerogenes                                        | 0,8%                                                        |
| Pseudomonas aeruginosa                                      | 0,4%                                                        |

## Behandeling
In het algemeen wordt geadviseerd bij het optreden van recidiverende blaasontstekingen veel te drinken, waardoor men vaker moet plassen en bacteriën worden weggespoeld. Ook het goed uit plassen van alle urine (met name na geslachtsgemeenschap) is belangrijk. Bij veel vrouwen gaat aan blaasontstekingen geslachtsgemeenschap vooraf. Bij de seks worden ook bacteriën door de plasbuis in de blaas gemasseerd.

### Behandeling volgens algemeen aanvaarde richtlijnen
Bij de behandeling van urineweginfecties wordt een onderscheid gemaakt tussen ongecompliceerde urineweginfecties en gecompliceerde urineweginfecties. Een ongecompliceerde urineweginfectie is gedefinieerd als een urineweginfectie bij een vrouw die niet in verwachting is in de vruchtbare leeftijd zonder tekenen van opstijgende infectie.
Conform de NHG-standaard "Urineweginfecties" behandelen huisartsen in Nederland ongecompliceerde urineweginfecties veelal met antibiotica die oraal zijn toe te dienen en bovendien vooral in de urine geconcentreerd worden, zodat men de overige bacteriële flora ongemoeid laat. Nitrofurantoïne (kuur van 5 dagen), fosfomycine (eenmalige dosering) en ook trimethoprim (kuur van 5 dagen) worden meestal voorgeschreven. Voor een betere effectiviteit kan de kuur beter met twee dagen verlengd worden.
Alle andere typen, zoals urineweginfecties bij mannen en jongens, zwangeren en jonge (pre-pubertale) meisjes zijn per definitie gecompliceerd. Bij gecompliceerde infecties worden vaak antibiotica voorgeschreven die niet alleen in de urine maar ook in het weefsel een voor bacteriën dodelijke concentratie bereiken, zoals amoxicilline al dan niet met clavulaanzuur, ciprofloxacine enzovoorts. Voor sulfonamiden zijn de meeste verwekkers resistent, maar bij een aanzienlijk deel van de patiënten die antibiotica krijgt voorgeschreven ter behandeling van urineweginfecties treedt resistentie voor deze middelen op. Overigens zijn antibiotica niet altijd noodzakelijk. De huisarts zal spontane genezing in het algemeen echter niet afwachten.
Een blaasontsteking bij een klein kind is in principe een reden voor verwijzing naar de kinderarts, niet zozeer vanwege de blaasontsteking zelf maar om mogelijke anatomische factoren op te sporen die blaasontsteking in de hand werken, zoals vesico-ureterale reflux, een dubbel aangelegd nierkelksysteem, nierstenen of obstruerende kleppen in de plasbuis.

### Preventie

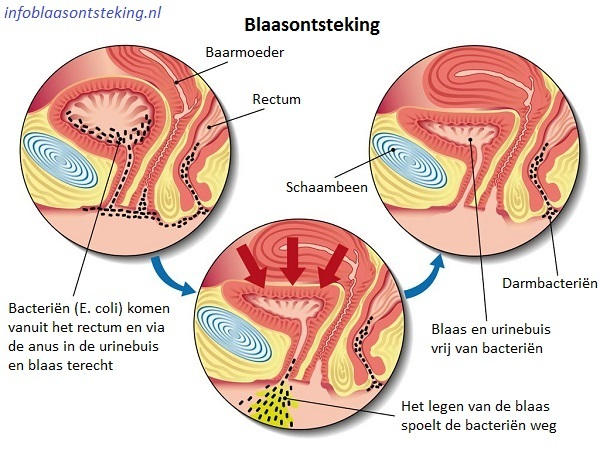
Preventie van een blaasontsteking door voldoende te plassen

Preventief zijn voor ongecompliceerde infecties bij vrouwen de volgende maatregelen te overwegen:
- Ruim voldoende drinken; de plas niet te lang ophouden, met name niet na de geslachtsgemeenschap[5]
- Cranberry; van deze bessen is bewezen dat ze de adhesie van de bacterie E. Coli aan het urine-epitheel belemmeren, waardoor het gebruik infecties voorkomt[6]
- Sommige vrouwen voorkomen een urineweginfectie door trimethoprim of nitrofurantoïne na de geslachtsgemeenschap in te nemen
- Ook is het te overwegen dat de patiënte thuis een kuur klaar heeft liggen om te beginnen bij de eerste verschijnselen
- Soms wordt preventief chronisch (maximaal zes tot twaalf maanden lang) een lage dosis trimethoprim, of nitrofurantoïne voorgeschreven. Dit heeft bewezen effect, ook nog de periode na het innemen.[7] Sulfa wordt niet meer geadviseerd.

#### Zittend plassen
Bij kinderen en mannen met een recidiverende urineweginfectie hangt het beleid af van de onderliggende oorzaken. Vaak is de oorzaak achterblijvende urine in de blaas, bijvoorbeeld door een vergrote prostaat. Veel huisartsen adviseren deze mannen om zittend te urineren; dat de lichaamshouding van invloed is op het urineren was al eerder beschreven. Een meta-analyse toonde echter, dat voor mannen met prostaatproblemen:
- de hoeveelheid urine die in de blaas achterblijft (post void residual volume) significant is verminderd,
- de kracht van de straal (maximum urinary flow) toeneemt,
- de totale tijd van het urineren (voiding time) afneemt.

Dit urologische profiel resulteert in een lagere kans op infecties en blaasstenen.

### Alternatieve benadering
Bovenstaande behandelrichtlijn is zo veel mogelijk gebaseerd op de resultaten van goed uitgevoerd onderzoek en consensus tussen deskundigen van meerdere disciplines. Daarnaast zijn er onoverzienbaar veel alternatieve geneeswijzen, waarvoor men het bewijs (nog) niet heeft kunnen leveren. Lichte urineweginfecties kunnen ook vanzelf over gaan.
Enkele voorbeelden:
- Er bestaat overeenstemming over het preventieve effect van cranberry's (vanwege het hoge gehalte aan mannose), niet over het toepassen als behandeling, zoals geadviseerd door sommigen[10][11][12]
- D-Mannose wordt, met grammen tegelijk, eveneens toegepast bij E. Coli-infecties[13][14][15]
- Of probiotica helpt een blaasontsteking te voorkomen is onduidelijk. Hier is meer onderzoek voor nodig.[16]
- Ten slotte horen urineweginfecties tot de vele kwalen waarvoor door sommigen veel verwacht wordt van vitamine D.[17] Met voldoende vitamine D induceert het lichaam meer cathelicidine. Cathelicidine vernietigt de lipoproteïnemembranen van microben.[18]

## Complicaties
Elke blaasontsteking kan opstijgen naar de hogere urinewegen en kan een nierbekkenontsteking of een prostatitis bij mannen veroorzaken. Ook kunnen bacteriën migreren naar de bloedbaan en een bloedvergiftiging veroorzaken. In dat geval wordt gesproken van een gecompliceerde urineweginfectie. Uiteraard treden deze complicaties vooral op bij patiënten met een verzwakt immuunsysteem, zoals bejaarden of mensen met ernstige ziekten, maar ook bij kleine kinderen moet men hierop verdacht zijn. Bij nierbekkenontsteking bestaat meestal flinke koorts, is er pijn in een of beide lendenen en treedt een behoorlijk ziektegevoel op. Wanneer bij een patiënt met koorts en (vermoedelijk) bacteriurie een lage bloeddruk wordt gevonden, zal men vaak in het ziekenhuis behandelen op verdenking van urosepsis.
Na gecompliceerde urineweginfecties zal men meestal een urologisch onderzoek doen naar de oorzaak. Te denken valt aan vesico-ureterale reflux of andere aangeboren afwijkingen bij kinderen, prostaatklachten bij mannen, aan urethrastricturen of aan stenen.